# هيتور كانالي
هيتور كانالي (بالبرتغالية: Heitor Canalli‏) الشهير باسم كانالي (12 مارس 1907 - 21 يوليو 1990) لاعب كرة قدم برازيلي راحل كان يجيد اللعب في خط الوسط.
لعب طوال مسيرته الرياضية في أندية بيتروبوليتانو (1927-1929) بوتافوغو (1929-1933) فلامينغو (1933) تورينو (1934-1935) بوتافوغو (1935-1940) كانتو دي ريو (1941).
مثل منتخب البرازيل في 4 مباريات (1932-1934). شارك مع منتخب البرازيل في بطولة كأس العالم 1934 في إيطاليا حيث خرج من الدور الثمن النهائي.

## وصلات خارجية
- هيتور كانالي على موقع الاتحاد الدولي (مؤرشف)  (الإنجليزية)
- هيتور كانالي على موقع قاعدة بيانات كرة القدم.إي يو (الإنجليزية)
- هيتور كانالي على موقع ناشيونال فوتبول تيمز (الإنجليزية)
- هيتور كانالي على موقع Soccerway.com (الإنجليزية)
- هيتور كانالي على موقع عالم كرة القدم.نت (الإنجليزية)

- سيرة ذاتية